# یاسمین لوی
یاسمین لوی (به عبری: יסמין לוי) (زادهٔ ۲۳ دسامبر ۱۹۷۵ در اورشلیم) خواننده اسرائیلی - اسپانیایی است.

## زندگی
یاسمین لوی خوانندهٔ اسرائیلی-اسپانیایی، بیست و سوم دسامبر ۱۹۷۵ در اورشلیم به دنیا آمد. پدر او اسحاق لوی آهنگساز و آوازخوان مذهبی بود که پژوهشِ زیادی در زمینهٔ پراکندگی موسیقی اسپانیایی – یهودی داشته‌است. او سردبیر مجلهٔ زبان Ladino Aki Yerushalayim بود یاسمین با تلفیق مدرن آهنگ‌های فلامنکو، ترکی و آندلسی(سبک عربی اسلامی  قدیم اسپانیا)به تألیف جدیدی از موسیقی قرون وسطایی / اسپانیائی – یهودی دست پیدا کرده‌است.
او تاکنون پنج آلبوم روانه بازار کرده‌است.
یکی از آهنگ‌های وی یعنی ترانه «سوغاتی» برگرفته از آهنگ سوغاتی هایده می‌باشد.

## آثار
۲۰۰۴: Romance & Yasmin
2005: La Judería
2006: Live at the Tower of David, Jerusalem
2007: Mano Suave
2009: Sentir
2012: Libertad
2014: Tango
2017: Rak Od Layla Echad

## جوایز
او در سال ۲۰۰۵ از رادیو ۳ بی‌بی‌سی، سه جایزه جهانی موسیقی را دریافت کرد.

## مصاحبه‌ها
در شش آوریل ۲۰۱۱، یاسمین لوی در سالن باربیکان لندن کنسرتی داشت که قسمتی از تور اروپایی او بود. یاسمین دعوت بی‌بی‌سی فارسی را برای مصاحبه پذیرفت و در برنامه‌ای ۲۶ دقیقه‌ای (برنامه «از نزدیک»)، از آهنگ‌ها، زندگی، و علاقه‌اش به موسیقی ایرانی (به خصوص هایده) سخن گفت.